# Aeropuerto de Marie-Galante
El Aeropuerto de Marie-Galante (en francés: Aéroport de Marie-Galante) (IATA: GBJ, ICAO: TFFM) es un aeropuerto que sirve la isla de Marie-Galante en Guadalupe, una dependencia de Francia en las Antillas Menores. Se encuentra a 5,5 km ( 3,0 NM) al este de Grand-Bourg,  uno de los tres municipios de la isla.
El aeropuerto se encuentra a una altitud de 17 pies ( 5 m) sobre el nivel medio del mar. Cuenta con una pista pavimentada designado 9.27 que mide 1.240 m × 30 m (4.068 pies x 98 pies).